# GMC Sierra
GMC Sierra – samochód osobowy typu pickup klasy wyższej produkowany pod amerykańską marką GMC od 1988 roku. Od 2018 roku produkowana jest piąta generacja modelu.

## Pierwsza generacja

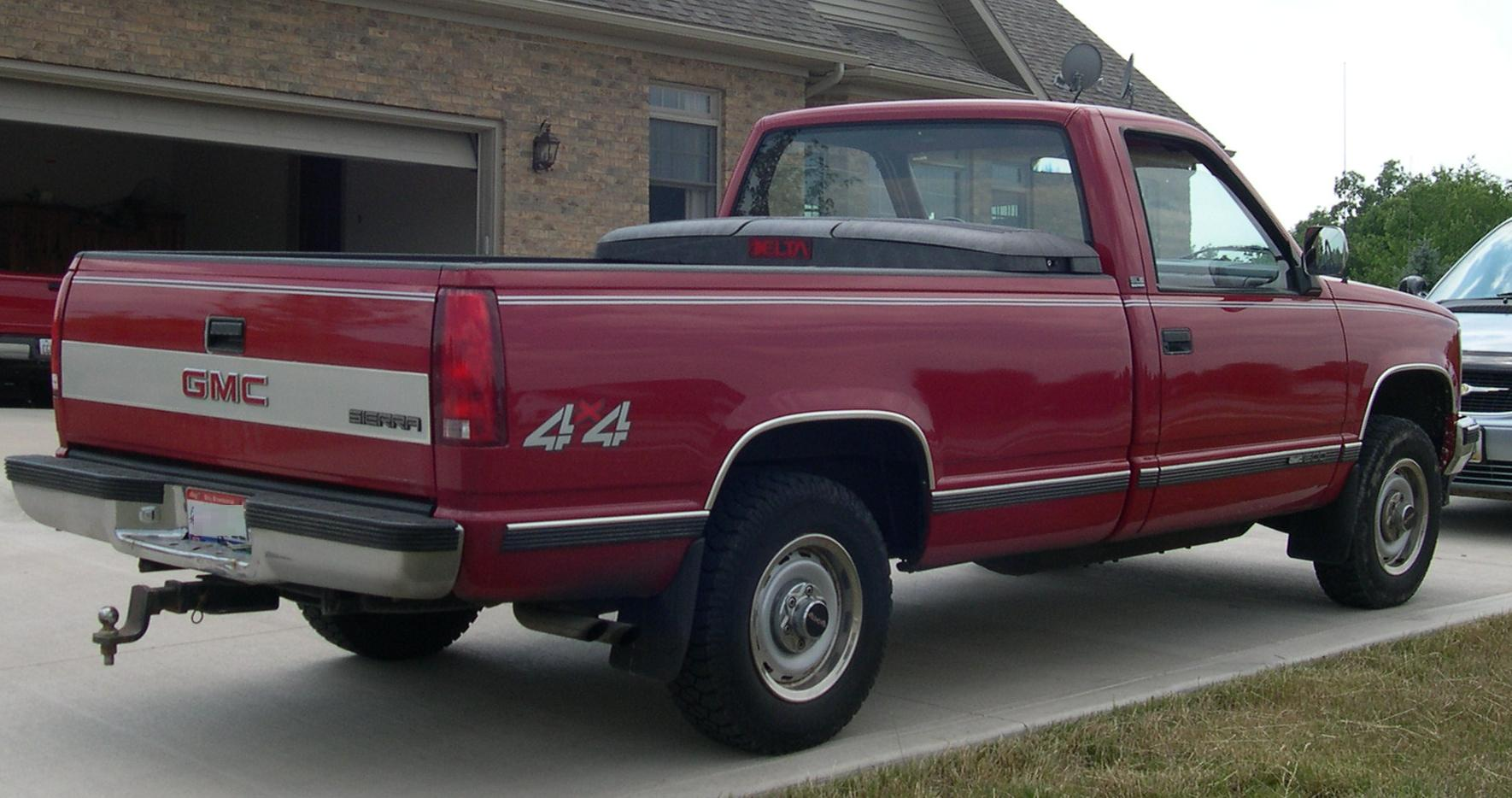
GMC Sierra I - tył

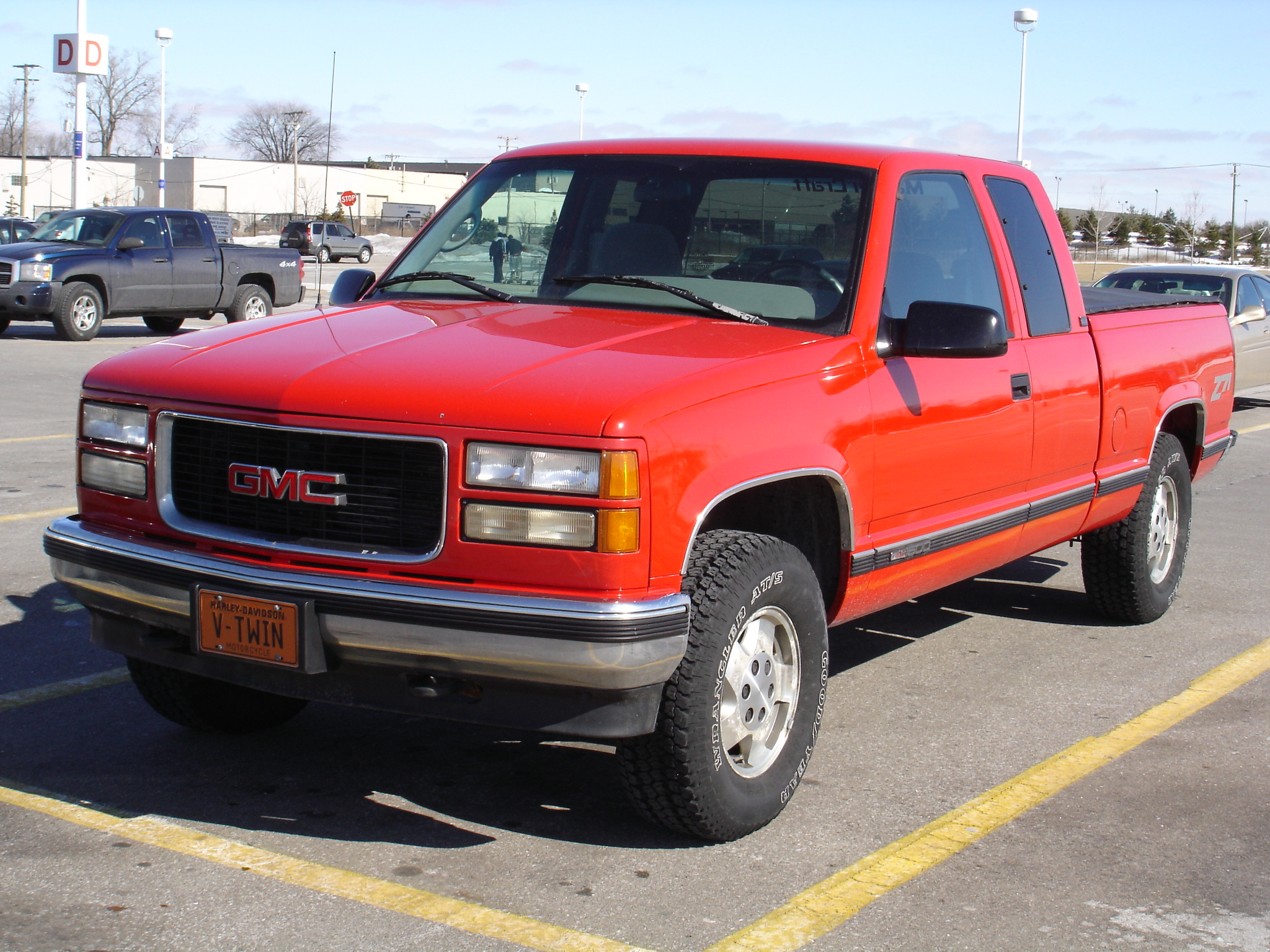
GMC Sierra I Crew Cab

GMC Sierra I został zaprezentowany po raz pierwszy w 1988 roku.
Po raz pierwszy od czasu zastosowania nazwy Sierra przez GMC w 1967 roku, nie została ona użyta jako określenie linii wyposażeniowej modelu C/K, lecz nazwa dla całej rodziny dużych pickupów i lekkich samochodów ciężarowych marki. Podobnie jak bliźniaczy model Chevroleta, GMC Sierra I był de facto odmianą pickup dużych SUV-ów Yukon oraz Suburban. Samochód wyróżniał się kanciastą sylwetką z masywnymi nadkolami.
Sierra I oferowana była w dziesiątkach wariantów nadwoziowych, które odróżniały się od siebie rozstawami osi, długością kabiny pasażerskiej, a także szerokością tylnej osi mogącej składać się z dwóch lub czterech kół (wersja ciężarowa).

### Silniki
- L6 4.1l
- L6 4.2l
- L6 4.8l
- V6 4.3l
- V8 5.0l
- V8 5.7l
- V8 7.4l
- V8 6.2l Diesel
- V8 6.5l Diesel

## Druga generacja

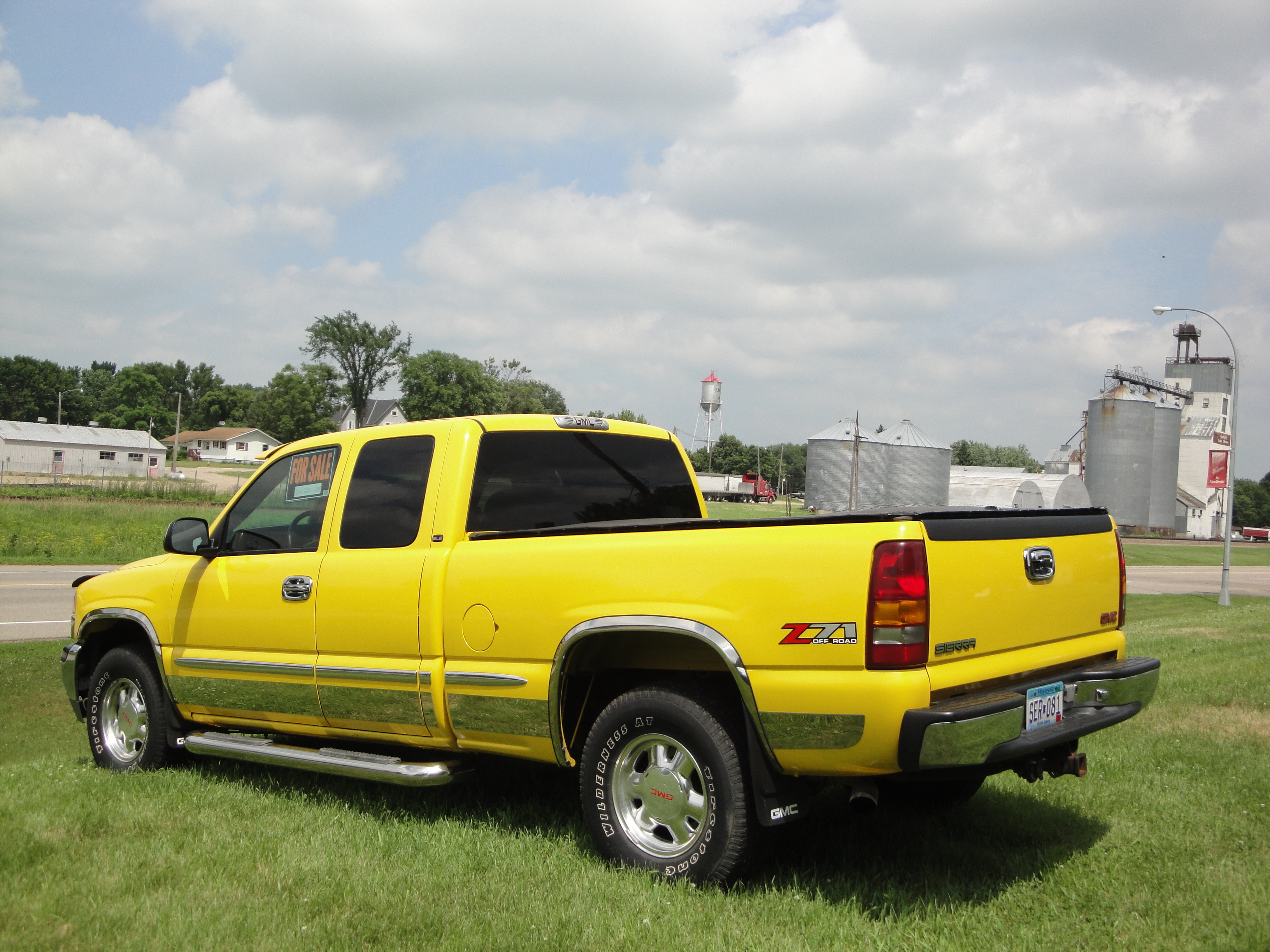
GMC Sierra II - tył

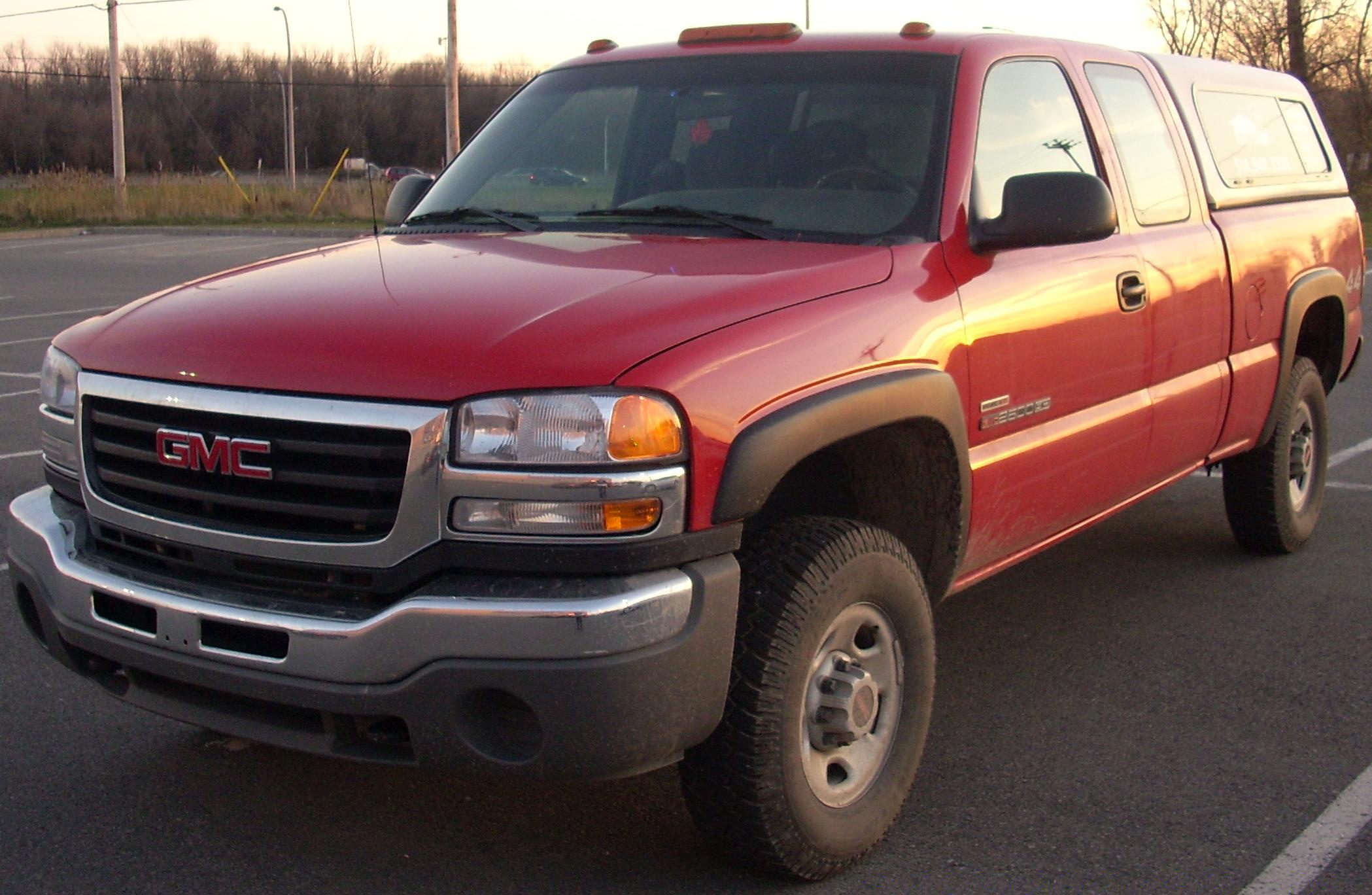
GMC Sierra II HD

GMC Sierra II został zaprezentowany po raz pierwszy w 1998 roku.
Druga generacja GMC Sierra trafiła na rynek w 1998 roku, powstając na platformie General Motors wykorzystanej także do opracowania SUV-ów Yukon i Yukon XL wraz z bliźniaczymi konstrukcjami Chevroleta i Cadillaca. Sierra II w minimalnym stopniu odróżniała się od pokrewnego Yukona, mając taki sam wygląd pasa przedniego oraz kokpitu. 
Podobnie jak w przypadku poprzednika, GMC Sierra II dostępne było w różnych wariantach długości nadwozia i rozstawów osi, podobnie jak w kwestii długości kabiny pasażerskiej. Po raz pierwszy cięższe wersje o użytkowym charakterze oferowane były pod nazwą HD, czyli Heavy Duty.

### Silniki
- V6 4.3l Vortec 4300
- V8 4.8l Vortec 4800
- V8 5.3l Vortec 5300
- V8 6.0l Vortec 6000
- V8 7.4l Vortec 7400
- V8 8.1l Vortec 8100

## Trzecia generacja

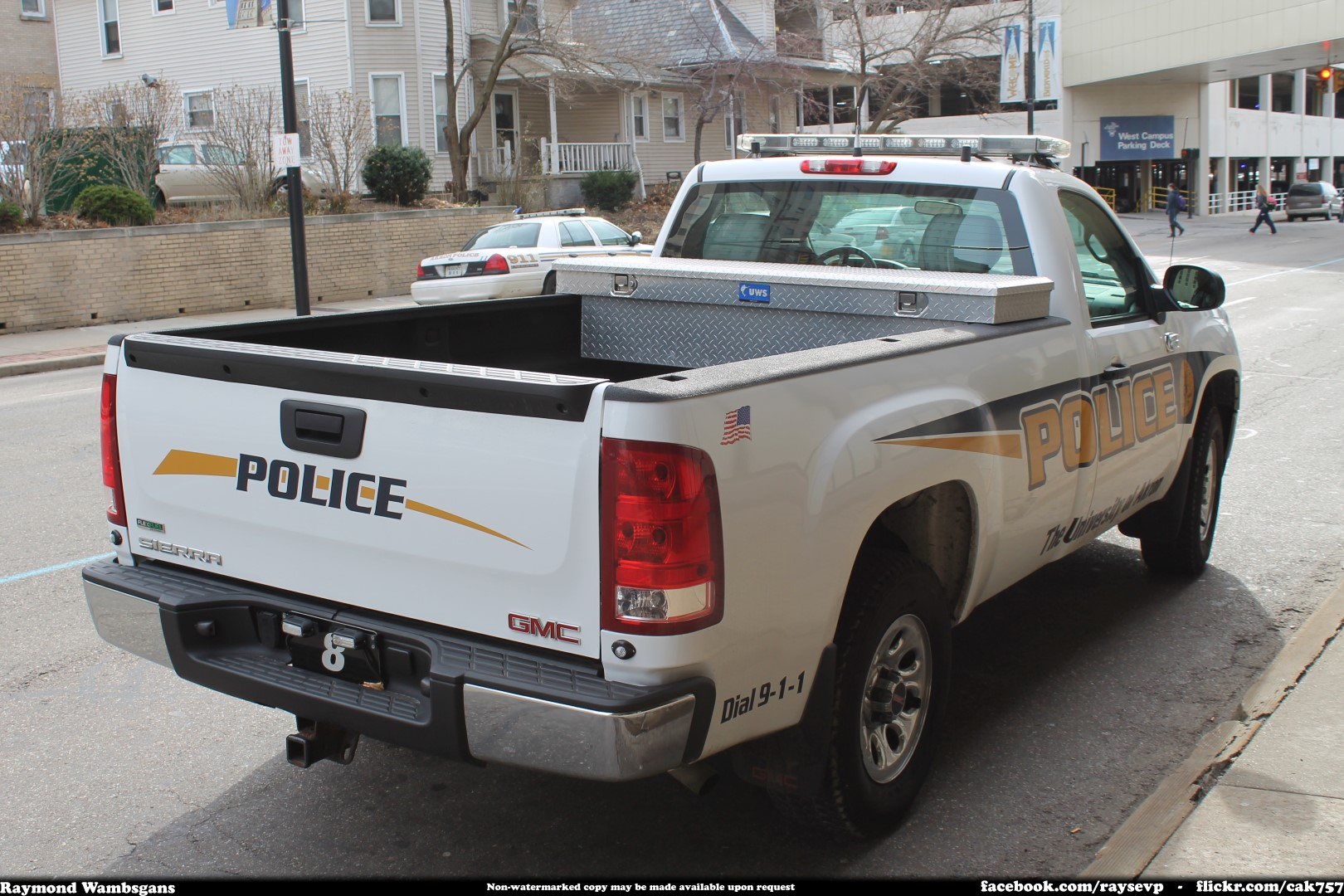
GMC Sierra III - tył

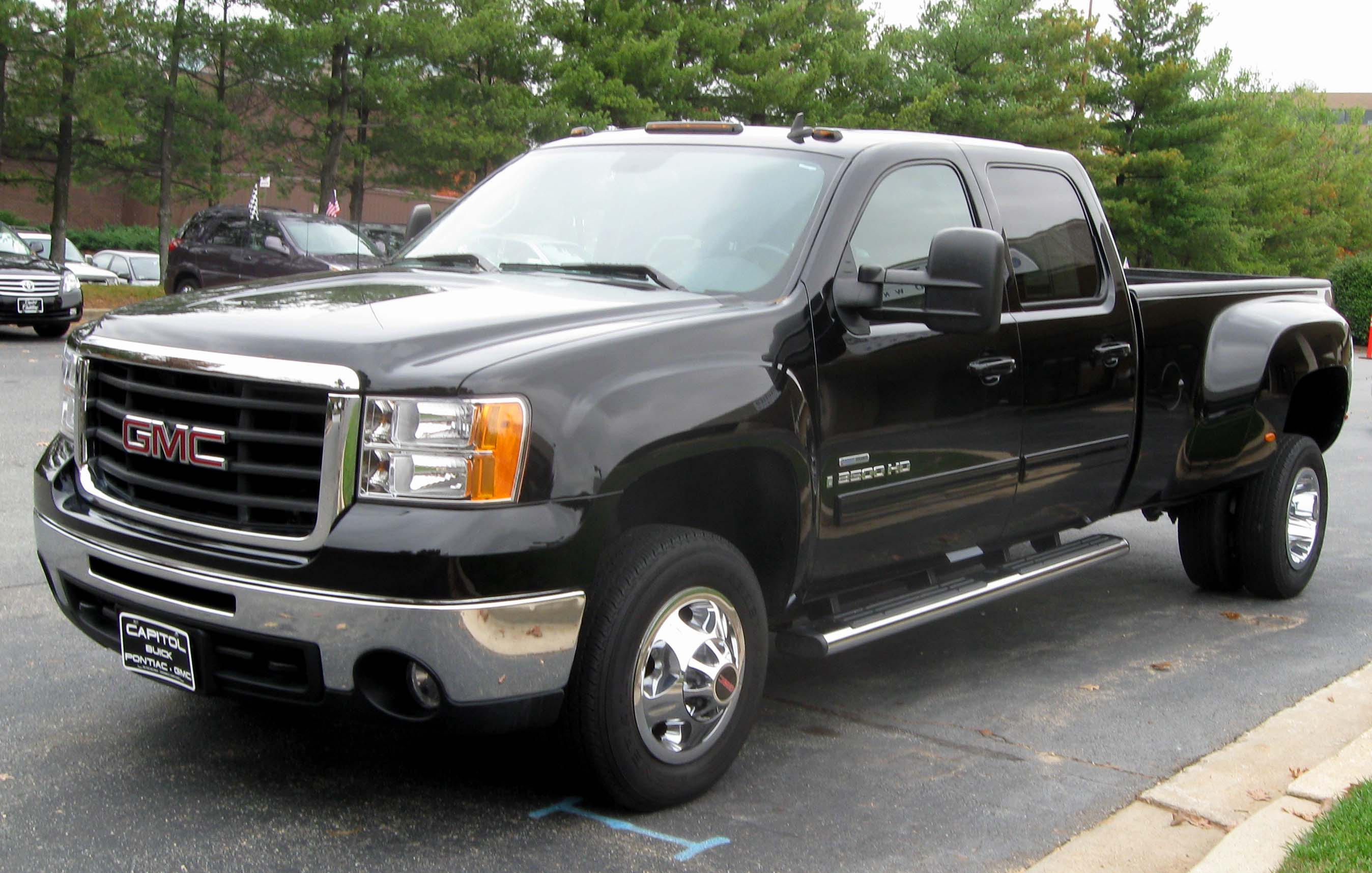
GMC Sierra III HD

GMC Sierra III został zaprezentowany po raz pierwszy w 2006 roku.
Trzecia generacja GMC Sierra powstała na zmodernizowanej platformie General Motors wykorzystanej do opracowania nowej generacji SUV-ów i pickupów Cadillaca, Chevroleta i GMC.
Samochód zyskał przez to wyraźnie większe nadwozie z pojemniejszą przestrzenią ładunkową, a ponadto wyróżniał się nowym, bardziej kanciastym projektem nadwozia i wyraźnie innym wyglądem przedniej części nadwozia na fali polityki nadawania modelom GMC bardziej unikalnej stylizacji względem bliźniaczych Chevroletów.
Oferta nadwoziowa składała się z wariantów z różnymi długościami nadwozia i różnymi rozstawami osi, a także z użytkowej, cięższej i większej odmiany Heavy Duty.

### Silniki
- V6 4.3l
- V8 4.8l
- V8 5.3l
- V8 6.0l
- V8 6.2l

## Czwarta generacja

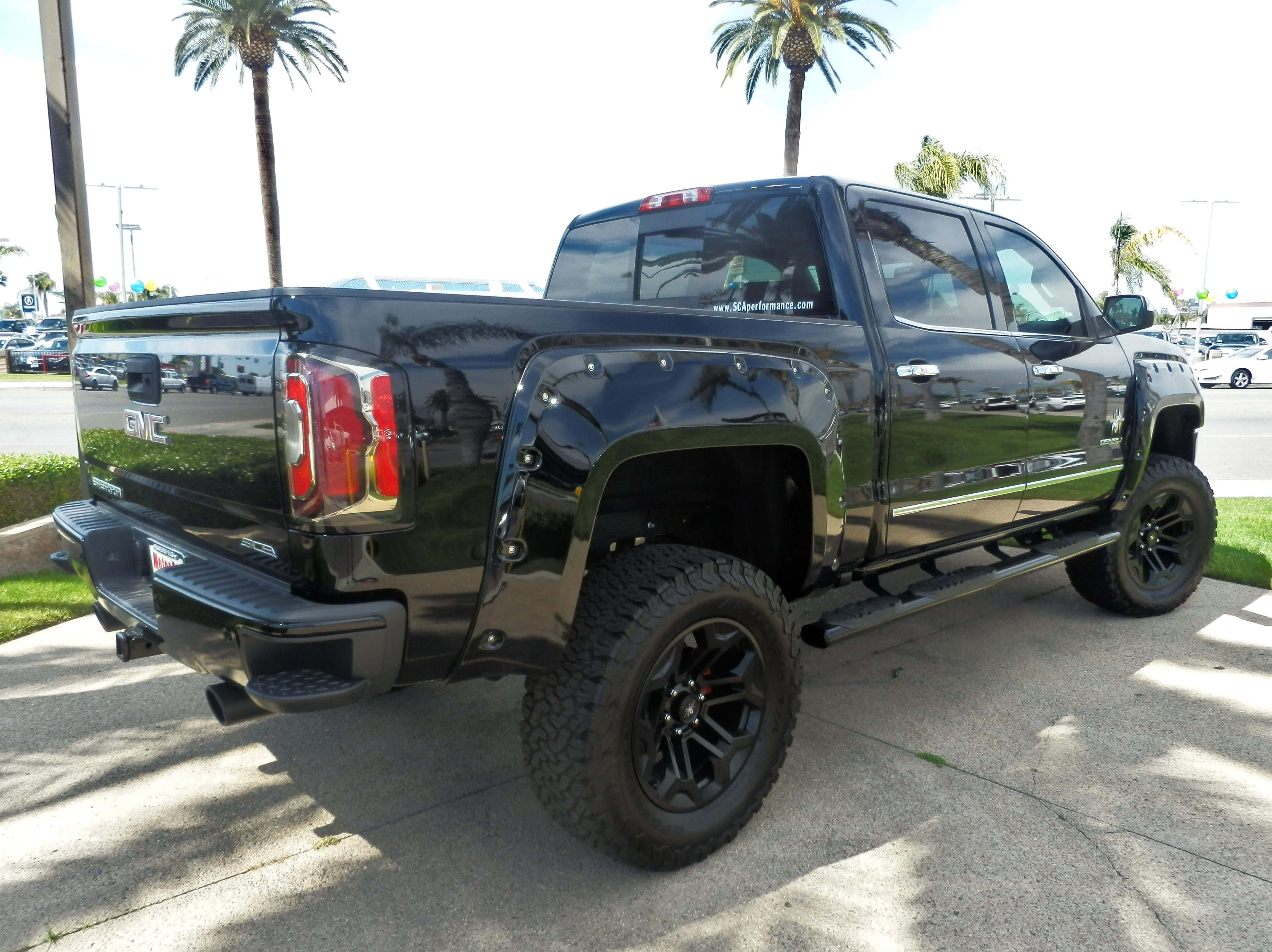
GMC Sierra IV - tył

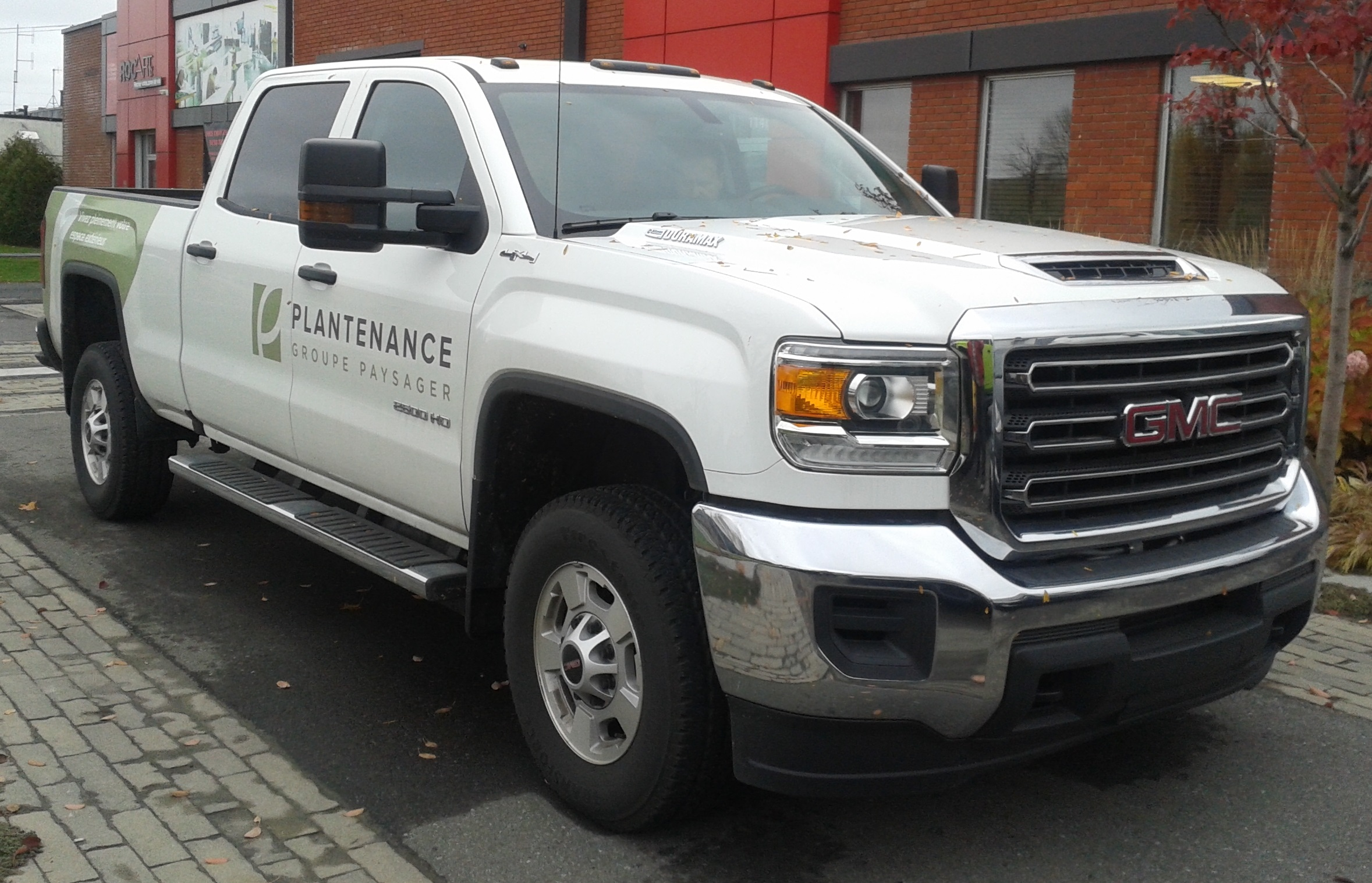
GMC Sierra IV HD

GMC Sierra IV został zaprezentowany po raz pierwszy w 2012 roku.
Zupełnie nowa, czwarta generacja GMC Sierra miała swoją premierę pod koniec 2012 roku. Samochód przeszedł tym razem ewolucyjny kierunek zmian, zyskując wyraźniej zaznaczone przetłoczenia i nadkola, pomimo oparcia na nowej platformie General Motors, na której zbudowano większe i nowocześniejsze kolejne wcielenia SUV-ów i pick-upów Cadillaca, Chevroleta i GMC.
Sprzedaż samochodu w różnych wersjach długości nadwozia, wielkości kabiny i rozstawów osi ruszyła w drugiej połowie 2013 roku na rynku Ameryki Północnej. Ofertę ponownie skompletował wariant Heavy Dutyy.

### Silniki
- V6 4.3l EcoTec3
- V8 5.3l EcoTec3
- V8 6.0l EcoTec3
- V8 6.2l Vortec
- V8 6.6l Duramax

## Piąta generacja

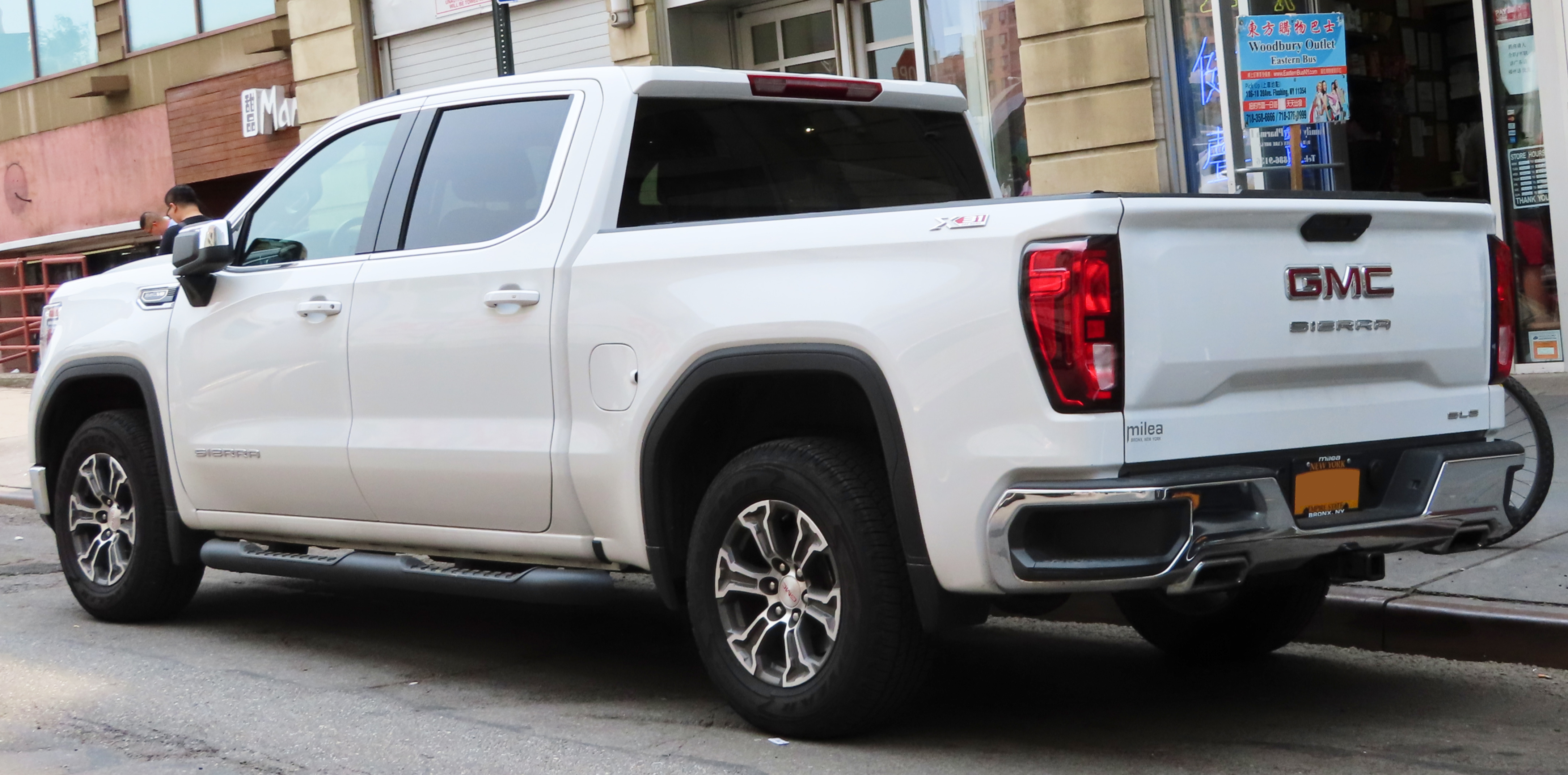
GMC Sierra V - tył

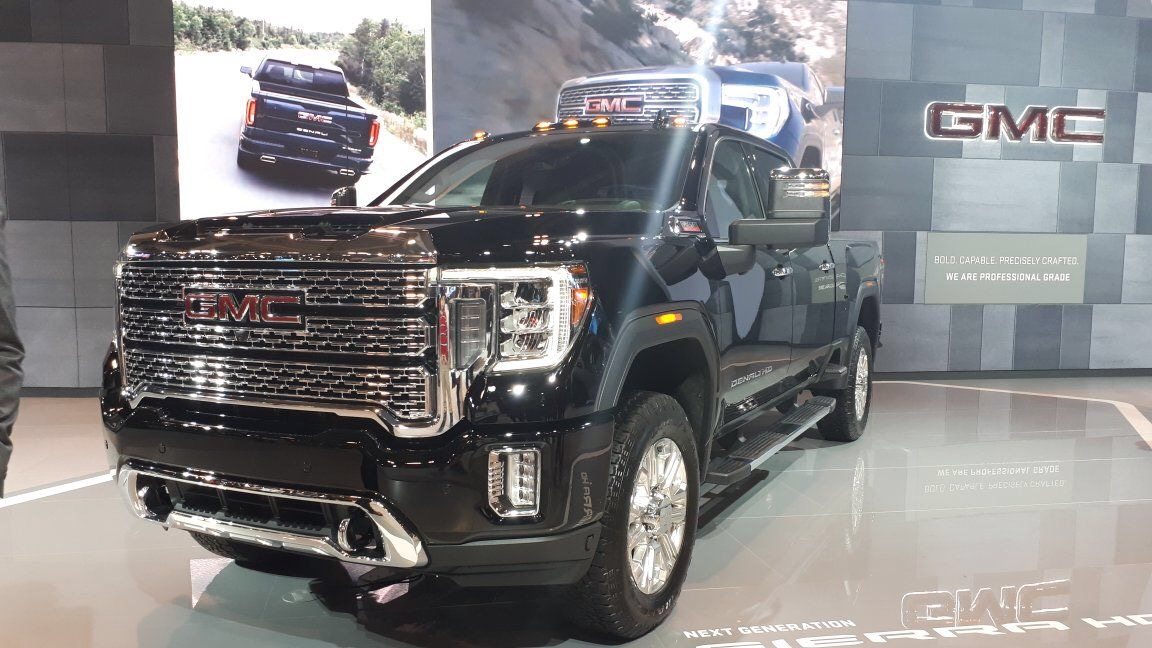
GMC Sierra V HD

GMC Sierra V został zaprezentowany po raz pierwszy w 2018 roku.
W marcu 2018 roku GMC przedstawiło zupełnie nową, piątą generację Sierry. Samochód zaprezentowano 3 miesiące po światowym debiucie bliźniaczego Chevroleta Silverado w styczniu 2018 roku. Co więcej, General Motors zdecydowało się w nietypowy sposób najpierw przedstawić nową generację pełnowymiarowych modeli zbudowanych na świeżo opracowanej platformie 'GMT T1XX pick-upów, a dopiero półtora roku później – SUV-ów.
Samochód otrzymał gruntownie zmodernizowaną sylwetkę, z większą ilością przetłoczeń i bardziej awangardowym kształtem reflektorów. Stały się one mniejsze i zyskały charakterystyczne obwódki wykonane w technologii LED. Pojawiła się również większa, chromowana atrapa chłodnicy. W 2019 roku ofertę nadwoziową uzupełniła użytkowa, ciężarowo-osobowa odmiana Heavy Duty.

### Silniki
- L4 2.7l L32B
- L6 3.0l Duramax
- V6 4.3l EcoTec3
- V8 5.3l EcoTec3
- V8 6.2l EcoTec3